# Primera División de Costa Rica 1973
Die Spielzeit 1973 war die 54. Spielzeit der Primera División de Costa Rica, der höchsten costa-ricanischen Fußballliga. Es nahmen acht Mannschaften teil. CD Saprissa verteidigte den im Vorjahr gewonnenen Titel und wurde zum zehnten Mal in der Vereinsgeschichte costa-ricanischer Landesmeister.

## Austragungsmodus
- Die acht teilnehmenden Mannschaften spielten in zwei Doppelrunde im Modus Jeder gegen Jeden den Meister aus, so das jede Mannschaft insgesamt 28 Meisterschaftsspiele bestritt
- Die jeweils ersten beiden Mannschaften der ersten (Deportivo México und AD Ramonense) bzw. zweiten (CD Saprissa und CS Cartaginés) Doppelrunde spielten in einer einfachen Runde gegeneinander den Meister aus
- Aufsteiger AD Turrialba stieg als Tabellenletzter wieder ab
- Leonel Hernández von CS Cartaginés wurde mit 17 Saisontoren Torschützenkönig

## Akkumulierte Tabelle
| Pl.             | Verein           | Sp. | S  | U | N  | Tore  | Diff. | Punkte |
| --------------- | ---------------- | --- | -- | - | -- | ----- | ----- | ------ |
| 01              | CD Saprissa (M)  | 28  | 14 | 7 | 5  | 52:28 | 24    | 37     |
| 02              | Deportivo México | 28  | 14 | 6 | 8  | 41:38 | 3     | 33     |
| 03              | CS Cartaginés    | 28  | 12 | 7 | 9  | 50:36 | 14    | 31     |
| 04              | LD Alajuelense   | 28  | 12 | 7 | 9  | 34:23 | 11    | 31     |
| 05              | AD Ramonense     | 28  | 12 | 6 | 10 | 48:50 | −2    | 30     |
| 06              | CS Herediano     | 28  | 11 | 5 | 12 | 43:35 | 8     | 23     |
| 07              | AD Limonense     | 28  | 7  | 7 | 14 | 37:60 | −23   | 21     |
| 08              | AD Turrialba (N) | 28  | 5  | 3 | 20 | 35:70 | −35   | 13     |
| Stand: Endstand |                  |     |    |   |    |       |       |        |

| Pl.             | Verein           | Sp. | S | U | N | Tore | Diff. | Punkte |
| --------------- | ---------------- | --- | - | - | - | ---- | ----- | ------ |
| 01              | CD Saprissa (M)  | 3   | 2 | 1 | 0 | 7:2  | +5    | 5      |
| 02              | CS Cartaginés    | 3   | 2 | 0 | 1 | 8:5  | +3    | 4      |
| 03              | Deportivo México | 3   | 0 | 2 | 1 | 2:4  | −2    | 2      |
| 04              | AD Ramonense     | 3   | 0 | 1 | 2 | 2:8  | −6    | 1      |
| Stand: Endstand |                  |     |   |   |   |      |       |        |